# Чейзі (Нью-Йорк)
Чейзі (англ. Chazy) — місто (англ. town) в США, в окрузі Клінтон штату Нью-Йорк. Населення — 4096 осіб (2020).

## Демографія
Згідно з переписом 2010 року, у місті мешкали 4284 особи в 1685 домогосподарствах у складі 1221 родини. Було 2016 помешкань
Расовий склад населення:
| - 97,5 % — білих - 0,7 % — чорних або афроамериканців - 0,5 % — азіатів - 0,2 % — корінних американців |

До двох чи більше рас належало 0,9 %. Частка іспаномовних становила 0,8 % від усіх жителів.
За віковим діапазоном населення розподілялося таким чином: 22,9 % — особи молодші 18 років, 64,3 % — особи у віці 18—64 років, 12,8 % — особи у віці 65 років та старші. Медіана віку мешканця становила 40,8 року. На 100 осіб жіночої статі у місті припадало 101,9 чоловіків;  на 100 жінок у віці від 18 років та старших — 102,0 чоловіків також старших 18 років.
Середній дохід на одне домашнє господарство  становив 73 572 долари США (медіана — 62 029), а середній дохід на одну сім'ю — 80 833 долари (медіана — 69 737). Медіана доходів становила 48 542 долари для чоловіків та 38 145 доларів для жінок. За межею бідності перебувало 11,4 % осіб, у тому числі 11,0 % дітей у віці до 18 років та 13,0 % осіб у віці 65 років та старших.
Цивільне працевлаштоване населення становило 2137 осіб. Основні галузі зайнятості: виробництво — 20,1 %, освіта, охорона здоров'я та соціальна допомога — 20,0 %, роздрібна торгівля — 9,5 %, мистецтво, розваги та відпочинок — 9,1 %.